# دم ماکیدو کوستا
دم ماکیدو کوستا (به پرتغالی: Dom Macedo Costa) یک منطقهٔ مسکونی در برزیل است که در باهیا واقع شده‌است. دم ماکیدو کوستا ۴٬۰۶۵ نفر جمعیت دارد.